# Lenny Joseph
Lenny Joseph (sinh ngày 12 tháng 10 năm 2000) là cầu thủ bóng đá chuyên nghiệp người Pháp hiện tại đang thi đấu ở vị trí tiền đạo cho câu lạc bộ Grenoble tại Ligue 2.

## Sự nghiệp thi đấu
Anh bắt đầu sự nghiệp với câu lạc bộ Le Puy và đội dự bị của Boulogne.
Sau đó, anh kí hợp đồng với FC Metz vào kỳ chuyển nhượng hè năm 2021. Joseph ra mắt cho đội bóng trong trận hòa 3–3 với Lille tại Ligue 1 vào ngày 8 tháng 8 năm 2021.